# Freyenstein
Freyenstein ist eine Titularstadt im Norden der brandenburgischen Prignitz. Seit dem 26. Oktober 2003 ist Freyenstein aufgrund des Eingliederungsvertrages vom 21. Januar 2002 ein Ortsteil der Stadt Wittstock/Dosse. Der Ort hatte am 31. Dezember 2022 731 Einwohner.

## Geschichte

### 13. Jahrhundert bis 19. Jahrhundert

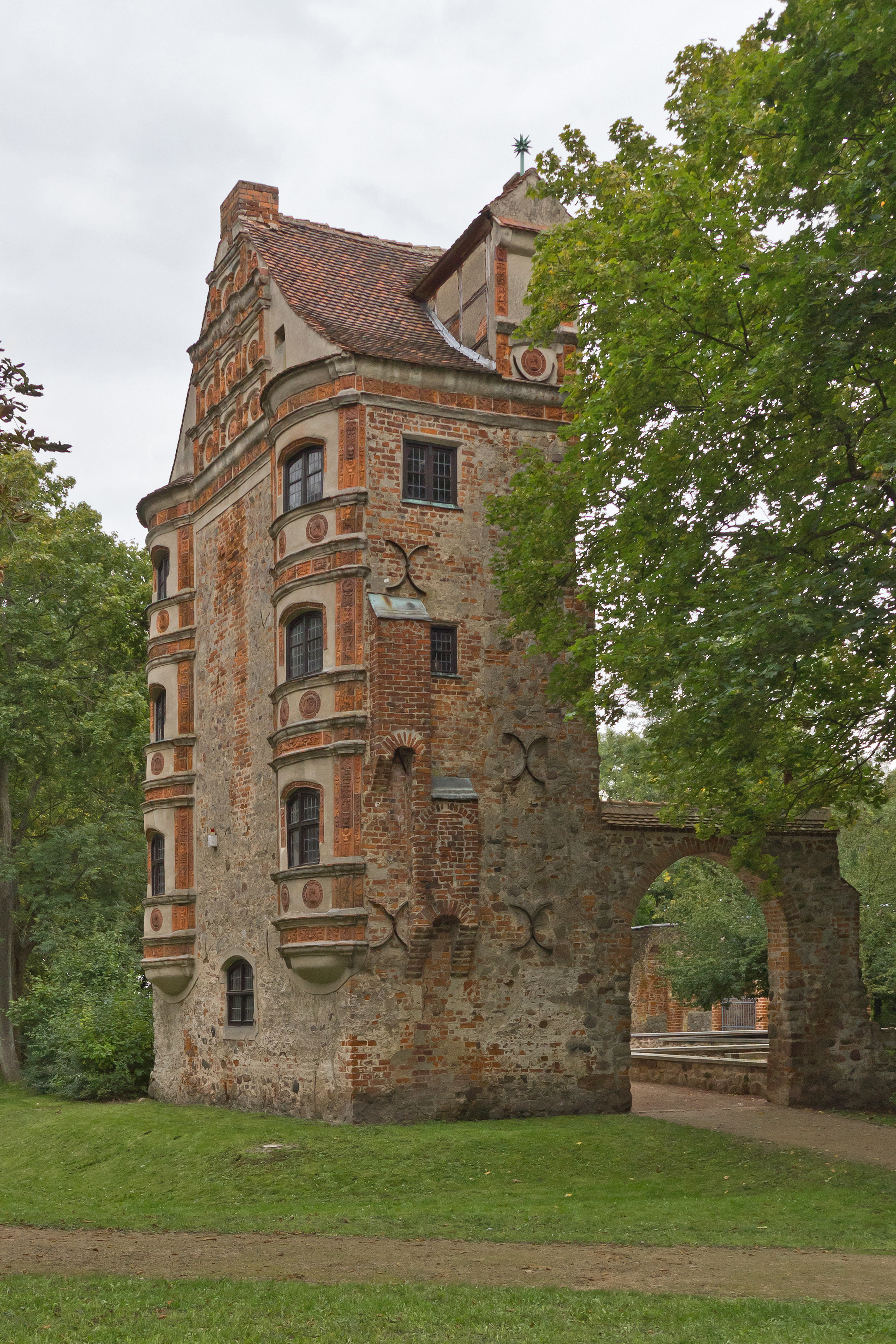
Altes Schloss

Freyenstein wurde 1263 erstmals als Virgenstene urkundlich erwähnt. Der Ort wurde als brandenburgische Grenzfestung gegen Mecklenburg gegründet, sie wurde jedoch anschließend bei kriegerischen Auseinandersetzungen mehrfach zerstört. Im Jahre 1287 entschlossen sich die Fürsten von Werle, die Stadt etwas weiter nordöstlich wiederaufzubauen. Im selben Jahr erhielt sie das Stadtrecht, das Ratskollegium sowie die Gerichtsbarkeit. Das aufgegebene vormalige Stadtgebiet, das sich über eine Fläche von etwa 25 Hektar erstreckt, wurde danach in erster Linie landwirtschaftlich genutzt. 1309 erhielt der Johanniterorden das Kirchenpatronat über die Stadtkirche. Diese wurde 1325 zu Ehren der Heiligen Maria geweiht. Aus dem Jahr 1332 ist erstmals die Existenz einer Wasserburg überliefert.
In einer Urkunde vom 14. März 1462, ausgestellt zu Tangermünde, bekennen Dietrich und sein Vetter Hans von Plessen, dass ihnen und ihren männlichen Lehnserben Markgraf Friedrich der Jüngere von Brandenburg, auch der Fette genannt, Burg und Stadt Freyenstein sowie die Dörfer Grabow und Rosenwinkel mit allem Zubehör für 950 Rheinische Gulden als erbliches Mannlehen verkauft hat.
1492 übernahmen die von Rohr die Stadt und damit auch die Gerichtsbarkeit über deren Einwohner. Sie erbauten gegen Ende des 15. Jahrhunderts neben der vorhandenen Burganlage das Feste Haus. 1556 errichteten Handwerker auf dem Gelände der ehemaligen Wasserburg ein Schloss im Stil der Renaissance.
Am Ende des Dreißigjährigen Krieges war Freyenstein fast vollständig entvölkert. In dieser Zeit verschuldeten sich die von Rohrs und mussten den Ort an die von Winterfeldt übergeben. 1652 raffte die Pest bis auf 28 Personen alle weiteren Bewohner des Ortes dahin. Anschließend war die Burg dem Verfall hingegeben. Die Kirche wurde von Handwerkern im Jahre 1703 notdürftig repariert. Sie ersetzten den zuvor kunstvoll mit Blenden verzierten Giebel durch ein schlichtes Bauteil aus Mauerstein. 1718 wurde die Kirche durch einen Brand zerstört. Die Kirchengemeinde baute den Sakralbau wieder auf – doch 1812 kam es zu einem erneuten Brand in der Kirche. 1863 gründete sich ein Männerturnverein. 1892 veröffentlichte der Lehrer Rudolf Rietz eine wissenschaftliche Arbeit über die Flora der Region. Sie enthielt 612 Pflanzenarten, darunter sechs Orchideenarten. 1892 gründete sich eine Freiwillige Feuerwehr.

### 20. und 21. Jahrhundert
1907 errichteten Handwerker die ersten Gehwege in der Marktstraße. Der Bürger Fritz Neumann setzte sich für die Elektrifizierung der Stadt ein, in dem er ein eigenes Werk erbaute. 1924 erschien die erste Ausgabe der Freyensteiner Zeitung. Zum Ende des Zweiten Weltkrieges führte auch einer der Todesmärsche von KZ-Häftlingen durch den Ort. Im Schloss wurden Flüchtlinge einquartiert, anschließend wurde es von 1951 bis 1964 als Schule genutzt. 1952 gründete sich die erste LPG Frieden bestehend aus zunächst acht Mitgliedern, die rund 66 Hektar Fläche bewirtschafteten. 1964 eröffnete die Stadt eine neue Polytechnische Oberschule Wilhelm Pieck, während das Schloss als Schulhort genutzt wurde. 1951 gründete sich der Reit- und Fahrverein Freyenstein. 1988 feierten die Einwohner der Stadt ihr 725-jähriges Bestehen. 2003 erfolgte die Eingemeindung nach Wittstock/Dosse. 2007 eröffnete der Archäologische Park, während 2008 die Schule schließen musste. 2013 feierte Freyenstein sein 750-jähriges Jubiläum.

## Sehenswürdigkeiten und Kultur

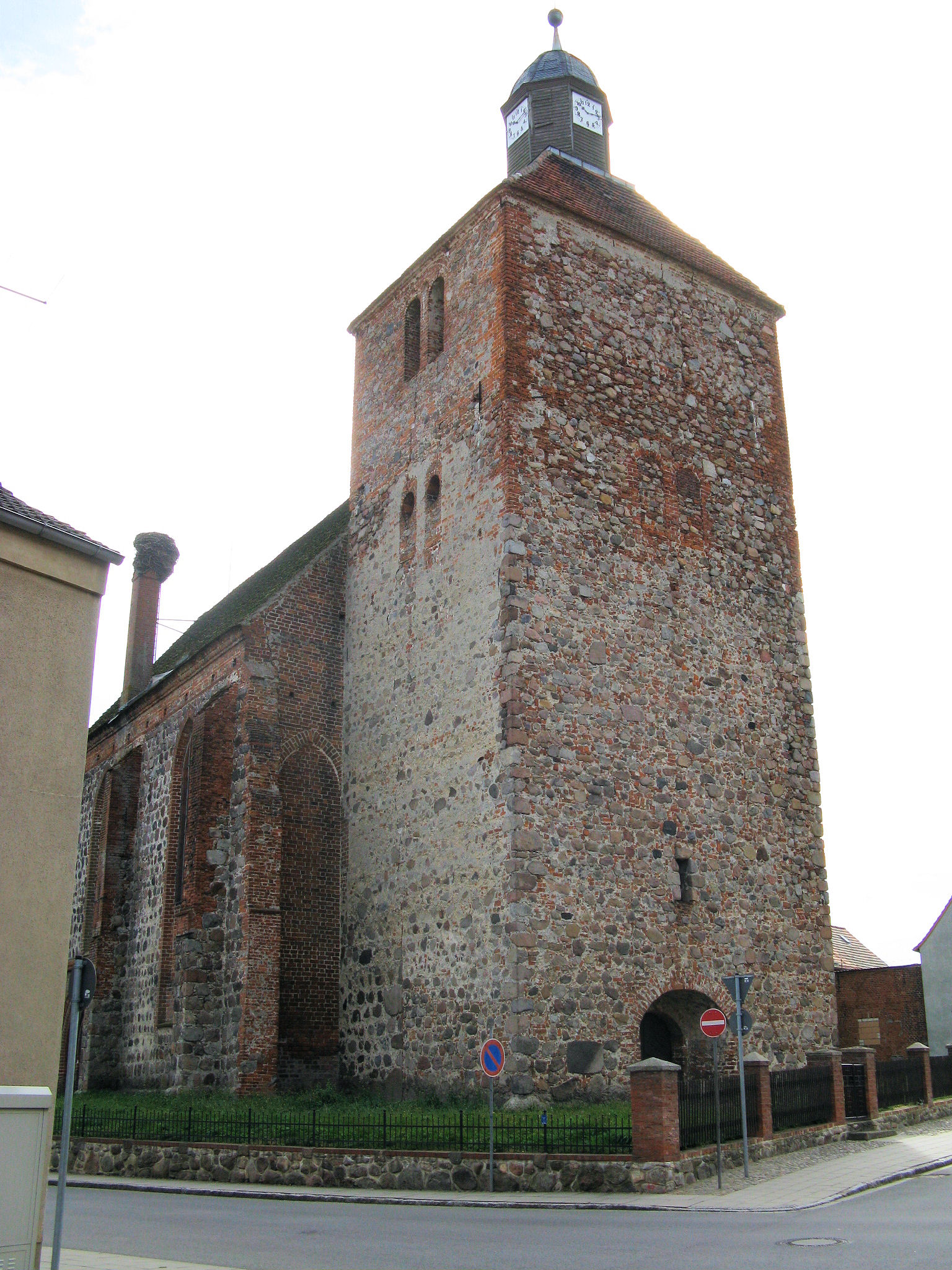
Pfarrkirche

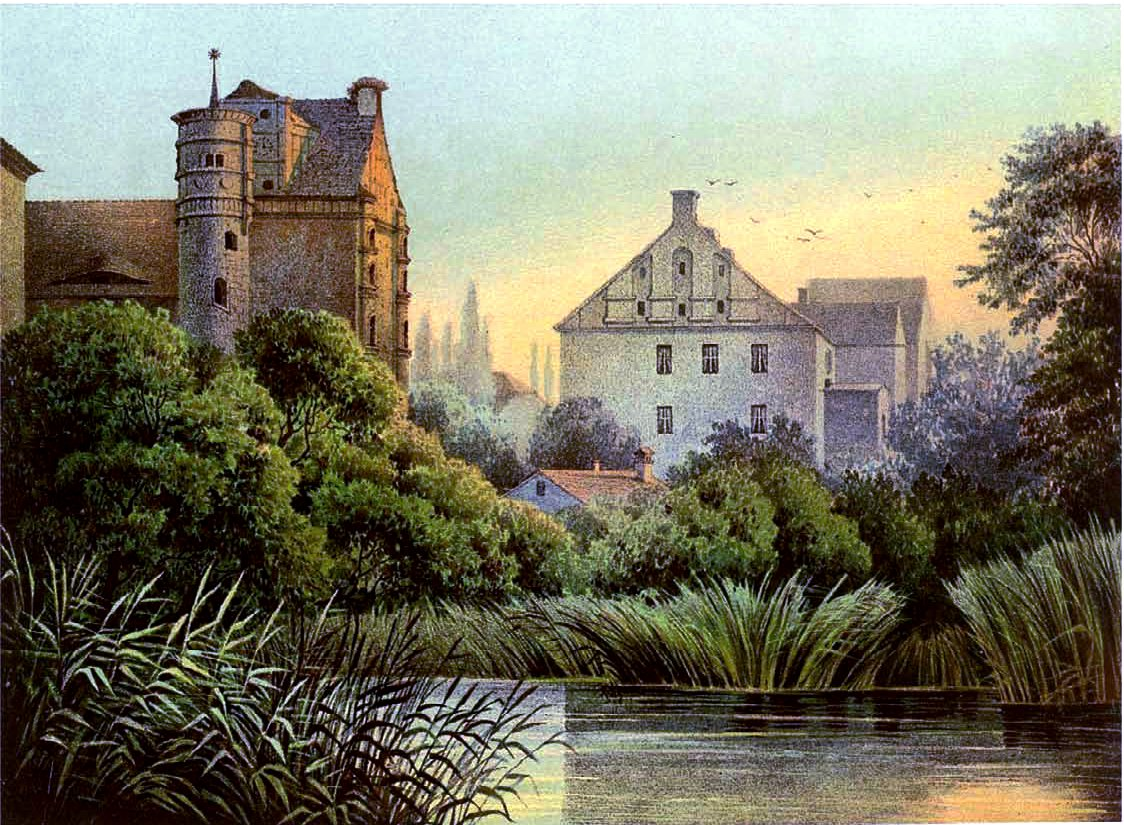
Altes und Neues Schloss Freyenstein um 1860, Sammlung Alexander Duncker

### Baudenkmale
Die Altstadt Freyenstein ist eine der am besten erhaltenen mittelalterlichen Stadtwüstungen in Deutschland und zählt damit zu den bedeutendsten archäologischen Bodendenkmälern dieser Art in Mitteleuropa. Bei Ausgrabungen in den letzten Jahrzehnten wurden dort alte Häuserfundamente und Kochstellen gefunden. Da die Fläche der zerstörten Stadt nicht wieder bebaut wurde, erlauben archäologische Untersuchungen einen genauen Einblick in die Strukturen der mittelalterlichen Stadt. Der Archäologische Park Freyenstein kann in den Sommermonaten besichtigt werden. In seinem Eingangsgebäude befindet sich ein kleines Museum mit Fundstücken.
- Pfarrkirche, erbaut Ende des 13./Anfang des 14. Jh., darin Altar und Epitaphien
- Altes Schloss, auch Burg genannt, 1556 erbaut auf dem alten Burggelände, zuerst Sitz der Familie von Rohr dann derer von Winterfeld
- Neues Schloss, erbaut um 1650, Sitz der Familie v. Winterfeldt
- Wittstocker Tor, mittelalterliches Stadttor mit Aufbau aus der 2. Hälfte des 17. Jahrhunderts, dabei dem Neuen Schloss angegliedert

### Geschichtsdenkmale
- Grabstein auf den Gräbern einer unbekannten Zahl von Häftlingen des Todesmarsches aus dem KZ Sachsenhausen neben der Kirche
- Gedenkstein für sechs Opfer des Todesmarsches auf dem Friedhof am Warnsdorfer Weg

### Kultur
- Der amerikanische Künstler und Musiker Mykki Blanco drehte 2016 in Zusammenarbeit mit Matt Lambert[8] einen mit Musik unterlegten Kurzfilm in Freyenstein.
- In Freyenstein sind mehrere Vereine ansässig, zum Beispiel der Sportverein MTV Freyenstein (Fußball und Volleyball), der Reitverein, der jährlich das bekannte Reiterfest ausrichtet, der Schützenverein und die Freiwillige Feuerwehr.
- Bis vor wenigen Jahren existierte am Rande Freyensteins ein großflächiger Campingplatz, der aufgrund von Baumaßnahmen geschlossen wurde.

## Söhne und Töchter des Ortes
- Minna Cauer (1841–1922), Pädagogin, Aktivistin der bürgerlichen Frauenbewegung
- Ludwig Schelle (1850–1930), Generalleutnant